# Jan Timman
Jan Hendrik Timman, né le 14 décembre 1951 à Amsterdam (Pays-Bas), est un joueur d'échecs, rédacteur en chef de la revue New in Chess et compositeur d'études d'échecs. À la fin des années 1980, il fut le meilleur joueur occidental faisant face aux joueurs soviétiques. Neuf fois champion des Pays-Bas (entre 1974 et 1997) et grand maître international depuis 1974, Timman disputa le championnat du monde de la Fédération internationale des échecs 1993 contre Anatoli Karpov.

## Carrière

### Années 1970: champion des Pays-Bas

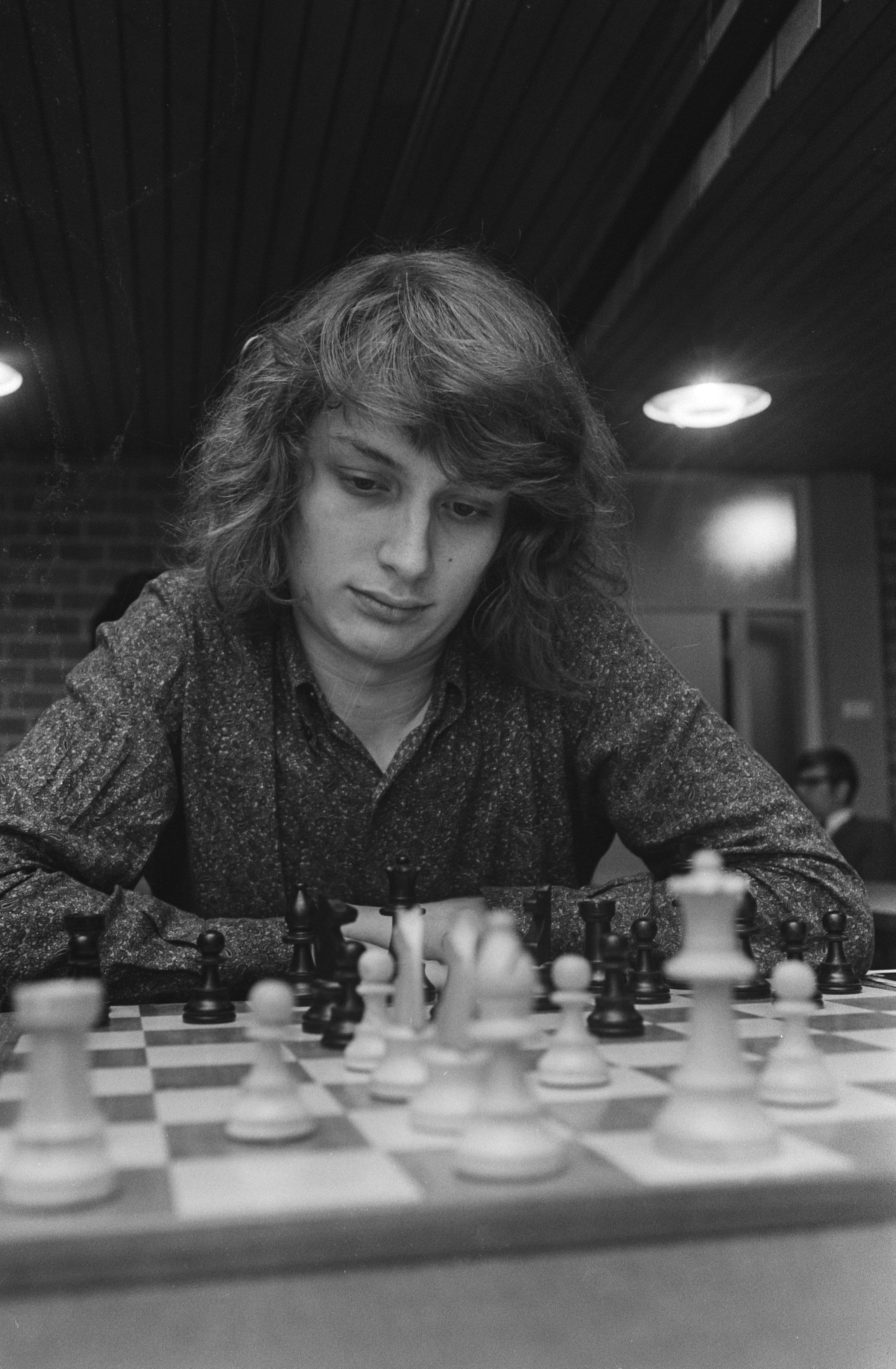
Jan Timman en 1971

À quinze ans, Timman participa au championnat du monde junior de 1967 et finit troisième. Lors du championnat d'Europe junior de 1967-1968, il rencontra pour la première fois Anatoli Karpov (le vainqueur du tournoi) et finit 4e-5e de la finale avec la moitié des points.
Timman reçut le titre de maître international en 1971. En 1974, il obtint le titre de grand maître international et remporta la même année le Championnat d'échecs des Pays-Bas. Il fut champion national à neuf reprises : en 1974, 1975, 1976, 1978 (ex æquo avec Sosonko), 1980, 1981, 1983, 1987 et 1996 (après un match de départage contre Ivan Sokolov).

### Olympiades
Timman participa à treize olympiades, jouant onze fois au premier échiquier de l'équipe des Pays-Bas (de 1974 à 1998) et jouant au quatrième échiquier en 1972 et en 2004. Il remporta la médaille d'or individuelle et la médaille d'argent par équipe lors de l'Olympiade d'échecs de 1976 à Haïfa.

### Championnats d'Europe par équipes
Timman participa trois fois au championnat d'Europe d'échecs des nations, remportant la médaille d'or individuelle au premier échiquier en 1983 et la médaille d'or par équipe en 2005 (il jouait au quatrième échiquier).

### Coupes d'Europe des clubs
Timman remporta la coupe d'Europe des clubs d'échecs avec l'équipe de Breda en 1998. Il remporta la troisième place en 1988 et 2000, et fut demi-finaliste en 1984.

### Classements Elo
Au classement de la Fédération internationale des échecs du premier semestre 1982 (janvier), il est le deuxième joueur mondial avec un classement Elo de 2 655 points. Il est le troisième joueur mondial dans les classements de juillet 1984 à janvier 1986, de janvier 1988 et de janvier 1990. Il obtient le meilleur classement Elo de sa carrière en janvier 1990 : 2 680 points.

### Victoires dans les tournois internationaux

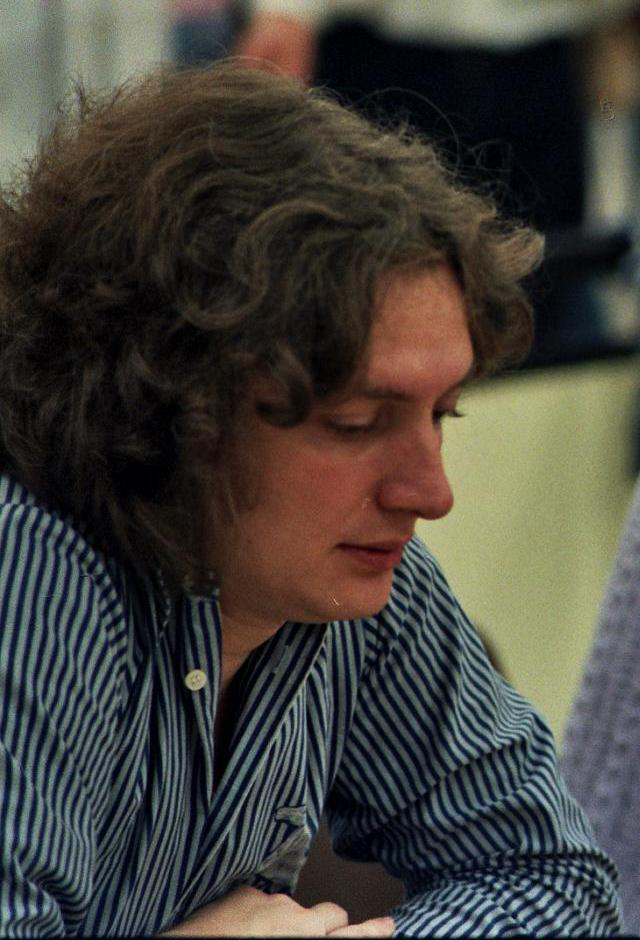
Jan Timman à l'olympiade de Salonique en 1984

Timman a remporté les tournois suivants :
- la Rilton Cup (Stockholm) en 1971-1972 et 1972-1973 ;
- le tournoi de Hastings en 1973-1974 (ex æquo avec Tal, Kouzmine et Szabo) ;
- Sombor 1974 ;
- Netanya 1975 ;
- le tournoi de Reykjavik 1976 (ex æquo avec Friðrik Ólafsson) ;
- Nikšić 1978 ;
- Bled-Portorož 1979 (mémorial Milan Vidmar) ;.
- le tournoi IBM d'Amsterdam en 1978 (devant Ribli) et en 1981 (devant Portisch et le champion du monde Karpov) ;
- Las Palmas 1981 ;
- le tournoi de Wijk aan Zee en 1981 et 1985 ;
- le tournoi de Mar del Plata en 1982 (devant Portisch, Polougaïevski, Seirawan et Karpov) ;
- Djakarta 1983 ;
- le tournoi de Bugojno en 1984 ;
- le tournoi de Sarajevo en 1984 ;
- Zagreb 1985 ;
- le tournoi de Tilbourg en 1987 ;
- le tournoi de Linares en 1988 ;
- le mémorial Max Euwe d'Amsterdam en 1987 (ex æquo avec  Karpov) et en 1989 ;
- le tournoi de Rotterdam 1989 comptant pour la coupe du monde GMA, devant Karpov ;
- Prague 1990 ;
- le mémorial Donner 1995 à Amsterdam, ex æquo avec Julio Granda Zúñiga ;
- le festival Hoogovens des États-Unis à Merrillville en 1997, ex æquo avec Loek van Wely ;
- le festival d'échecs de Hoogeveen en 1999 (ex æquo avec J Polgar), 2015 (match) et 2019 (match) ;
- le festival de Curaçao en 2001, ex æquo avec Bartłomiej Macieja ;
- l'open de Reykjavik en 2004 (ex æquo avec huit autres joueurs) ;
- le tournoi Sigeman & Co de Malmö en 2001, 2005 et 2006.

### Tournois rapides
En 1991, Timman remporta à Paris, le deuxième tournoi rapide immopar. Il battit successivement Gata Kamsky, Anatoli Karpov, Viswanathan Anand, et en finale Garry Kasparov.

### Vainqueur du tournoi interzonal et candidat au championnat du monde

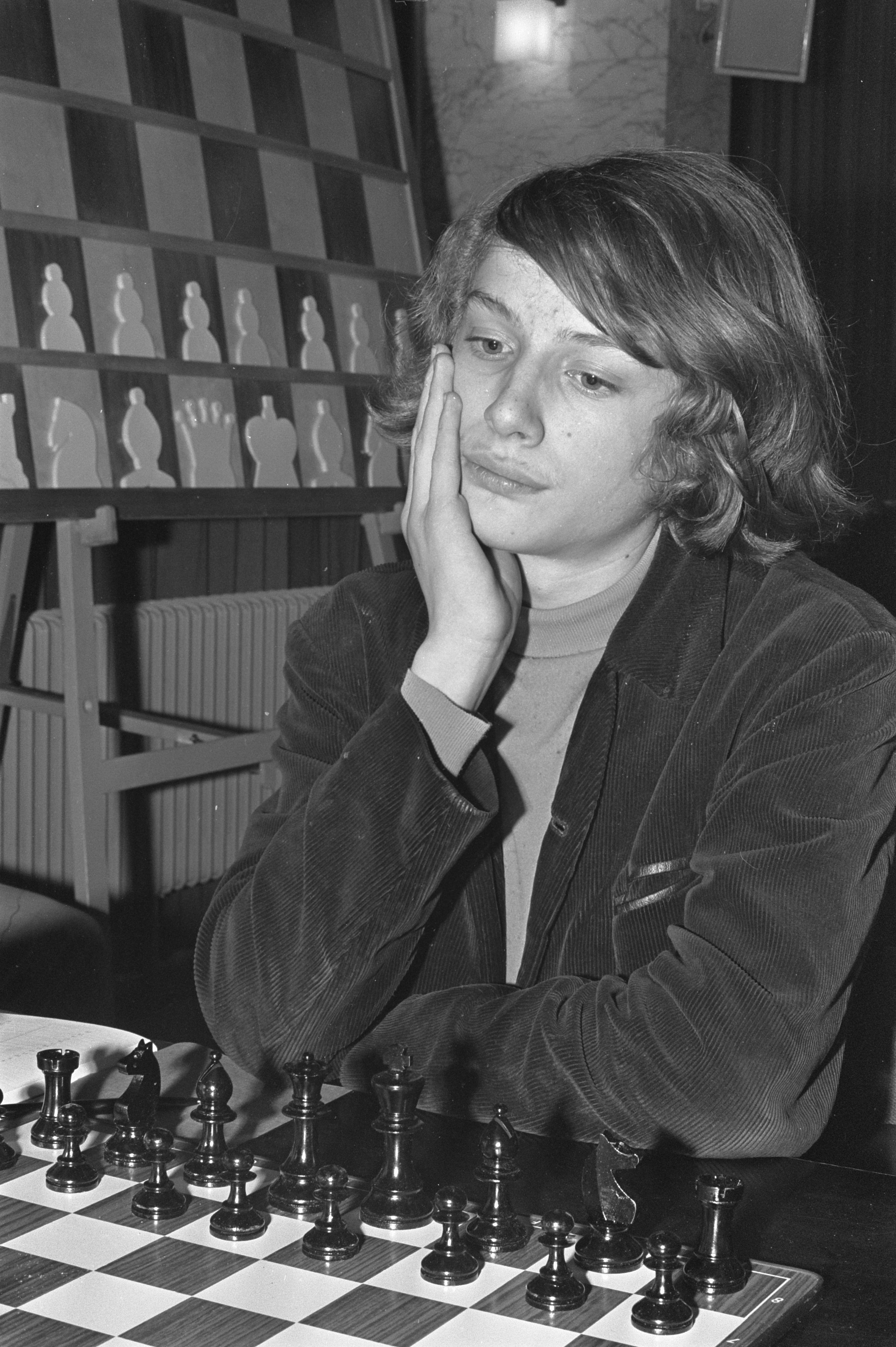
Jan Timman en 1967

Dans les années 1970, les tournois zonaux étaient la première étape de qualification pour le tournoi des candidats au championnat du monde. Timman fut éliminé en 1972 (à Forssa-Helsinki) et en 1975 (à Reykjavik). En 1978, à Amsterdam, il réussit à se qualifier pour le tournoi interzonal de Rio de Janeiro où il fut éliminé. 
En 1982, il participa au tournoi interzonal de Las Palmas où il fut éliminé. Il devint candidat pour le titre de champion du monde en 1985-1986 en finissant quatrième au départage (nombre de victoires) du tournoi des candidats de Montpellier (après un match de départage contre Mikhaïl Tal qui se termina par l'égalité entre les deux joueurs).
| Année | Lieu           | Résultat                                                            |
| ----- | -------------- | ------------------------------------------------------------------- |
| 1972  | Helsinki       | 8e du tournoi zonal (7,5 / 15)                                      |
| 1975  | Reykjavik      | 7e-9e du tournoi zonal (7,5 / 14)                                   |
| 1978  | Amsterdam      | 1er-2e du tournoi zonal (11,5 / 15)                                 |
| 1979  | Rio de Janeiro | 4e du tournoi interzonal (11 / 17)                                  |
| 1982  | Las Palmas     | 6e-7e du tournoi interzonal (6,5 / 13)                              |
| 1985  | Taxco          | Vainqueur du tournoi interzonal (12 / 15)                           |
| 1985  | Montpellier    | 4e-5e du tournoi des candidats, ex æquo avec Mikhaïl Tal (8,5 / 15) |

### Matchs disputés par Timman

#### Tournois des candidats (de 1985 à 1999)
En 1986, Timman fut éliminé au premier tour des matchs des candidats par Arthur Youssoupov. Il fut battu en finale des candidats par Karpov en 1990, et par Nigel Short en 1993. Il perdit en 1994 en quart de finale face à Valeri Salov.
| Années    | Lieu                       | Résultat                                             |
| --------- | -------------------------- | ---------------------------------------------------- |
| 1985-1986 | Tilbourg                   | Éliminé en demi-finale des candidats par Youssoupov  |
| 1988-1990 | Kuala Lumpur               | Finaliste des candidats contre Karpov                |
| 1991-1993 | San Lorenzo de El Escorial | Finaliste des candidats contre Short                 |
| 1994      | Sanghi Nagar               | Demi-finaliste des candidats contre Salov            |
| 1997      | Groningue                  | Deuxième tour du Championnat du monde FIDE 1997-1998 |
| 1999      | Las Vegas                  | Troisième tour du Championnat du molnde FIDE 1999    |

#### Championnat du monde FIDE contre Anatoli Karpov en 1993
La carrière de Timman a culminé en 1993, lors de sa confrontation avec Anatoli Karpov pour le championnat du monde d'échecs de la FIDE.
En janvier 1993, Timman était battu par Nigel Short en finale du tournoi des candidats. Au début de 1993, Nigel Short et Garry Kasparov refusèrent que la Fédération internationale des échecs organise leur championnat du monde. La Fédération internationale décida de repêcher Timman et Anatoli Karpov et d'organiser un autre championnat du monde  que Timman perdit (-6 =13 +2).

#### Matchs d'entraînement et autres matchs
Dans les années 1970, 1980 et au début des années 1990, Timman rencontra les meilleurs joueurs d'échecs soviétiques (Polougaïevski, Spassky, Tal, Salov, Youssoupov, Ivantchouk, Karpov et Kasparov) et les meilleurs occidentaux (Kortchnoï, Portisch, Hübner, Ljubojevic, Seirawan, Speelman et Short) en match jusqu'à devenir finaliste du tournoi des candidats en 1990 et 1993.
| Année | Lieu(x)                               | Match                                              | Résultat                 | adversaire          |
| ----- | ------------------------------------- | -------------------------------------------------- | ------------------------ | ------------------- |
| 1976  | Leeuwarden                            | Match d'entraînement                               | Match perdu (2,5 à 5,5)  | Viktor Kortchnoï    |
| 1977  | Amsterdam                             | Match d'entraînement                               | Match perdu (2 à 4)      | Boris Spassky       |
| 1979  | Bréda                                 | Match d'entraînement                               | Match gagné (4,5 à 3,5)  | Lev Polougaïevski   |
| 1982  | Hilversum                             | Match KRO                                          | Égalité (3 à 3)          | Viktor Kortchnoï    |
| 1983  | Hilversum                             | Match KRO                                          | Égalité (3 à 3)          | Boris Spassky       |
| 1984  | Londres                               | Match URSS-Reste du monde                          | Match perdu (1,5 à 2,5)  | Garry Kasparov      |
| 1984  | Hilversum                             | Match KRO                                          | Match gagné (3,5 à 2,5)  | Lajos Portisch      |
| 1985  | Montpellier                           | Match de barrage pour les matchs des candidats     | Égalité (3 à 3)          | Mikhaïl Tal         |
| 1985  | Hilversum                             | Match KRO                                          | Match perdu (2 à 4)      | Garry Kasparov      |
| 1986  | Tilbourg                              | Demi-finale des candidats                          | Match perdu (3 à 6)      | Arthur Youssoupov   |
| 1986  | Hilversum                             | Match KRO                                          | Égalité (3 à 3)          | Arthur Youssoupov   |
| 1987  | Hilversum                             | Match KRO                                          | Match gagné (4,5 à 1,5)  | Ljubomir Ljubojević |
| 1988  | Saint-Jean                            | Huitième de finale des candidats                   | Match gagné (3,5 à 2,5)  | Valeri Salov        |
| 1988  | Hilversum                             | Match KRO                                          | Match perdu (2,5 à 3,5)  | Mikhaïl Tal         |
| 1989  | Anvers                                | Quart de finale des candidats                      | Match gagné (3,5 à 2,5)  | Lajos Portisch      |
| 1989  | Londres                               | Demi-finale des candidats                          | Match gagné (4,5 à 3,5)  | Jonathan Speelman   |
| 1989  | Hilversum                             | Match KRO                                          | Égalité (3 à 3)          | Nigel Short         |
| 1990  | Kuala Lumpur                          | Finale des candidats                               | Match perdu (2,5 à 6,5)  | Anatoli Karpov      |
| 1990  | Hilversum                             | Match KRO                                          | Match perdu (2 à 4)      | Yasser Seirawan     |
| 1991  | Sarajevo                              | Huitième de finale des candidats                   | Match gagné (4,5 à 2,5)  | Robert Hübner       |
| 1991  | Bruxelles                             | Quart de finale des candidats                      | Match gagné (5,5 à 2,5)  | Viktor Kortchnoï    |
| 1991  | Hilversum                             | Match KRO                                          | Match perdu (2,5 à 3,5)  | Vassili Ivantchouk  |
| 1992  | Linares                               | Demi-finale des candidats                          | Match gagné (6 à 4)      | Arthur Youssoupov   |
| 1993  | San Lorenzo de El Escorial            | Finale des candidats                               | Match perdu (5,5 à 7,5)  | Nigel Short         |
| 1993  | Zwolle, Arnhem, Amsterdam et Djakarta | Championnat du monde FIDE                          | Match perdu (8,5 à 12,5) | Anatoli Karpov      |
| 1994  | Wijk aan Zee                          | Quart de finale des candidats                      | Match gagné (4,5 à 3,5)  | Joël Lautier        |
| 1994  | Sanghi Nagar                          | Demi-finale des candidats                          | Match perdu (3,5 à 4,5)  | Valeri Salov        |
| 1995  | Amsterdam                             | Match des meilleurs néerlandais                    | Match gagné (6 à 4)      | Jeroen Piket        |
| 1996  | Amsterdam                             | Match de départage pour le championnat néerlandais | Match gagné (2,5 à 1,5)  | Ivan Sokolov        |
| 1997  | Rotterdam                             | Match de départage pour le championnat néerlandais | Match perdu (1,5 à 2,5)  | Predrag Nikolić     |
| 1997  | Groningue                             | Deuxième tour du championnat du monde 1997-1998    | Match perdu (0,5 à 1,5)  | Aleksandr Beliavski |
| 1998  | Prague                                | Trophée Eurotel                                    | Match perdu (2 à 4)      | Garry Kasparov      |
| 1999  | Las Vegas                             | Deuxième tour du championnat du monde 1999         | Match gagné (1,5 à 0,5)  | Levon Aronian       |
| 1999  | Las Vegas                             | Troisième tour du championnat du monde 1999        | Match perdu (0,5 à 1,5)  | Alekseï Fiodorov    |
| 2002  | Dortmund                              | Match exhibition                                   | Égalité (4 à 4)          | Arkadij Naiditsch   |
| 2005  | Almelo                                | Match exhibition                                   | Match gagné (2,5 à 1,5)  | Daniël Stellwagen   |
| 2005  | Curaçao                               | Match exhibition                                   | Match gagné (5 à 3)      | Lázaro Bruzón       |
| 2006  | Almelo                                | Match exhibition rapide                            | Égalité (2 à 2)          | Viktor Kortchnoï    |
| 2013  | Groningue                             | Match semi-rapide (40 min + 30 s)                  | Match perdu (1,5 à 2,5)  | Anatoli Karpov      |
| 2015  | Hoogeveen                             | Festival de Hoogeveen                              | Match gagné (3,5 à 2,5)  | Jorden van Foreest  |
| 2016  | Mourmansk                             | Match exhibition rapide                            | Match gagné (2,5 à 1,5)  | Anatoli Karpov      |
| 2019  | Prague                                | Trophée CEZ, match rapide                          | Match perdu (3 à 7)      | Thai Dai Van Nguyen |
| 2019  | Hoogeveen                             | Festival de Hoogeveen                              | Match gagné (3,5 à 2,5)  | Zhansaya Abdumalik  |

### Années 2000

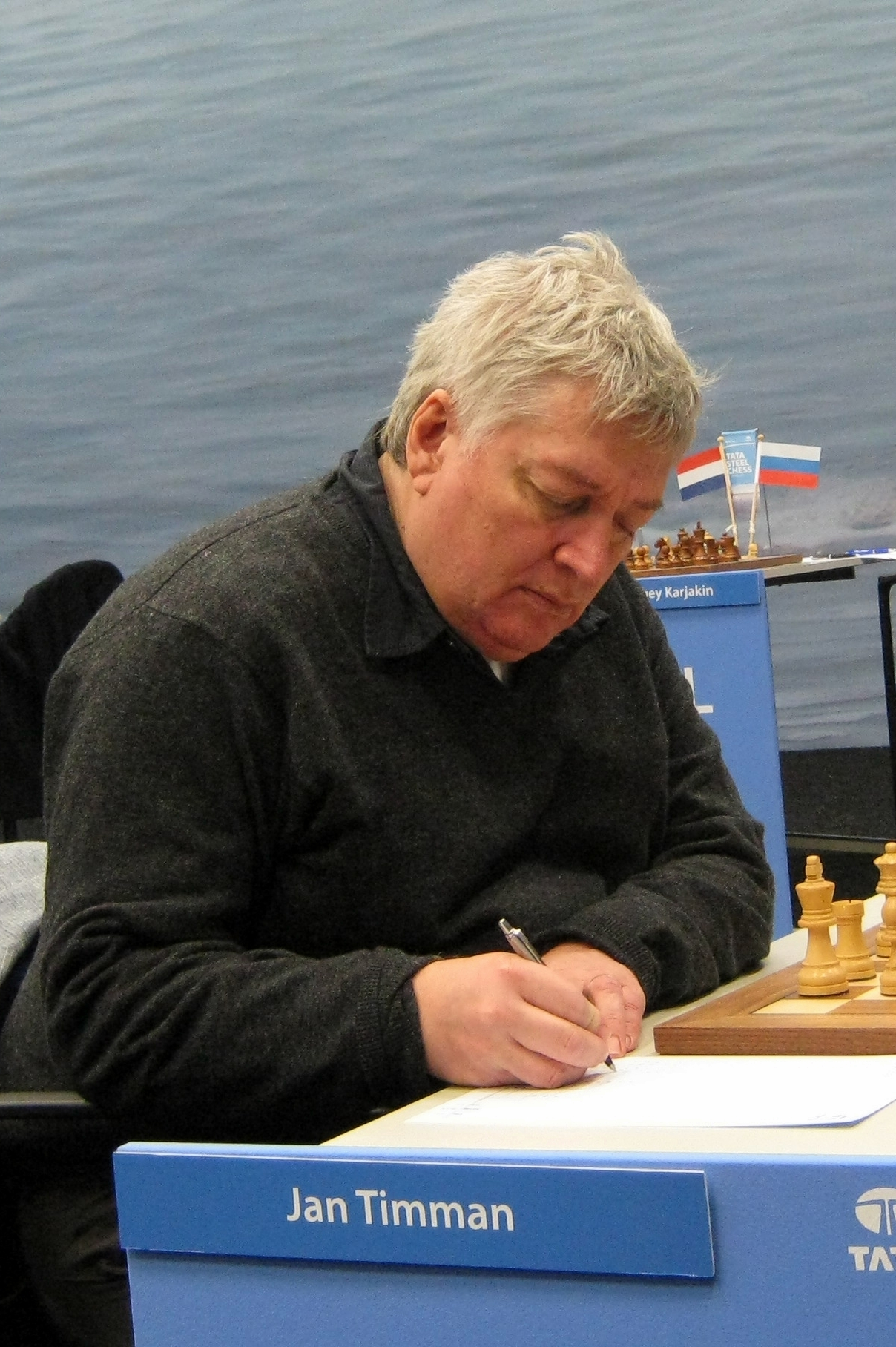
Jan Timman en 2012

Peu après le championnat du monde de 1999, Timman prit une semi-retraite du monde des échecs, préférant se consacrer à la rédaction de livres sur les échecs. Il est aussi, depuis quelques années, rédacteur en chef du magazine New in Chess.
En 2005, il tente à nouveau de s'imposer. Dans les années 2000, il remporte notamment les tournois Siegemann & Co en 2001, 2005 et 2006 en Suède.

## La composition échiquéenne
Jan Timman est l'un des plus grands joueurs actuels à s'intéresser à la composition d'études.
Ses premières études datent du début des années 1970.
Il a obtenu de nombreux prix prestigieux.
Son livre The Art of the Endgame (My Journeys in the Magical World of Endgame Studies) - 2011 - contient 134 de ses études.

## Publications,
- L'Art de l'analyse, éd. Aliguera, collection « Joueurs d'échecs », trad. de Denis Teyssou, 1988
- (en) Timman's selected Games, Cadogan Chess, 1994
- (en) Chess the adventurous way. New In Chess, Alkmaar 1994,  (ISBN 90-71689-85-9).
- (de) Ausgewählte Endspielstudien. Coblence 1995,  (ISBN 3-929291-03-7). Avec 40 études de Timman.
- (en) Studies and Games, Cadogan Chess, 1996La première édition en néerlandais parut en 1983.
- (en) Power Chess with Pieces, 2004
- (nl) Briljant Schaken 2004, 2004
- (en) Fischer World Champion! (avec Max Euwe), 2002, 2009La première édition en néerlandais parut en 1972.
- (en) Curaçao 1962 - The Battle of Minds that Shook the Chess World, 2005
- (en) On the attack. New In Chess, Alkmaar 2006,  (ISBN 90-5691-187-2).
- (en) Botvinnik's Secret Games, Hardinge Simpole, 2006
- (en) Jan Timman (trad. Peter Boel), The Art of the Endgame : My Journeys in the Magical World of Endgame Studies, Alkmaar, New in Chess, 2011, 269 p. (ISBN 978-90-5691-369-4)
- (en) Timman's Titans, New In Chess, 2016
- (en) The Longest Game: The Five Kasparov/Karpov Matches for the World Chess Championship, New In Chess, 2019
- (en) Timman's Triumphs: My 100 Best Games , New In Chess, 2020
- (en) The Unstoppable American: Bobby Fischer’s Road to Reykjavik, New In Chess, 2021

Livres sur la technique des finales
- (nl) De Macht van het Loperpaar, 2003 ;
- (nl) Schaken met Jan Timman, De Kracht van het Paard, Schaaktechniek 1, New In Chess, 2002Livres en anglais et en allemand sous les titres (de) Die Kraft der Leichtfiguren. New In Chess, Alkmaar 2006,  (ISBN 90-5691-196-1) et (en) Power Chess With Pieces: The Ultimate Guide to the Bishop Pair & Strong Knights, New In Chess, 2007.

Essai
- 64+1 : De ontdekking van de hemel in 65 velden. De Bezige Bij, Amsterdam. 192 p.Essai sur le roman La Découverte du ciel  (De ontdekking van de hemel) de Harry Mulisch.

## Une partie
(Jan Timman, Aleksandr Khalifman, Amsterdam, 1995)
1.c4 c5 2.Cf3 Cf6 3.Cc3 Cc6 4.g3 g6 5.d4 cxd4 6.Cxd4 Fg7 7.Fg2 O-O 8.O-O Cg4 9.e3 d6 10.b3 a6 11.Fb2 Cxd4 12.exd4 Tb8 13.Te1 Ch6 14.Cd5 e6 15.Ce3 b5 16.De2 bxc4 17.Cxc4 d5 18.Ce5 Fb7 19.g4 Tc8 20.h3 Te8 21.Cd3 Tc6 22.Tac1 Ff8 23.Txc6 Fxc6 24.Cc5 Fb5 25.Dd2 Db6 26.Fc3 Fc6 27.Fa5 Da7 28.Dc1 e5 (Fxc5 est meilleur) 29.Fd2 (le Ch6 est perdu) exd4 30.Cd3 1-0